# Суслівка (Бердичівський район)
Суслівка — село (до 2010 — селище) в Україні, у Краснопільській сільській громаді Бердичівського району Житомирської області. Населення становить 225 осіб.

## Населення

### Мова
Розподіл населення за рідною мовою за даними перепису 2001 року:
| Мова       | Кількість | Відсоток |
| ---------- | --------- | -------- |
| українська | 221       | 98.22%   |
| російська  | 4         | 1.78%    |
| Усього     | 225       | 100%     |